# Parcul Național Gebel-Elba
Parcul Național Gebel-Elba se află situat în partea de sud-est a Egiptului și este denumit după muntele Elba care se află în parc. Aici se găsește singura pădure naturală din Egipt. In parc se află 22 de insule de corali cu păduri de mangrove, regiune de deșert cu dune de nisip, depuneri de cristale de sare. Regiunea parcului ocupă suprafața de 35.600 km² și a fost declarată datorită biotopului deosebit în anul 1986 „parc național”. In regiune trăiesc triburi de beduini care au fost prin proiectul de organizare a parcului, obligați să se stabilească în regiune. 

## Amplasare
Parcul se află la ca. 100 de km la sud de granița cu Sudan și la 30 km nord de țărmul Mării Roșii. La paralela de  22° N și între meridianele de  36°25' - 36°40° E se află o grupă muntoasă de coastă  Gebel Ebruy, Al Daeeb și Gebel Elba (1437 m). Munții sunt formați din roci magmatice ca granit, roci metamorfice ca gnaisuri,  șisturi sau roci sedimentare ca și calcare, gips și gresie. Pe când în regiunie joase domină o climă de deșert cu precipitații rare de 50 mm/pe an, în regiunile mai înalte precipitațiile ating 400 mm/pe an. Vegetația compensează necesarul de apă din rouă și ceață în regiune există numeroase Wadi (vale secată) (ca Wadi Akwamtra, Wadi Aideib și Wadi Serimtai) care se transformă în perioada de ploaie în torenți.

## Flora și fauna

### Flora
In regiune s-au dentificat până în prezent  485 de specii de plante care aparțin de 51 de familii. Pe lângă arbori ca salcâmi „Acacia tortilis” și tufișuri (Aerva javanica, Euphorbia cuneata), în regiunile mai înalte cu cețuri se pot găsi ferigi, mușchi și plante suculente adaptate la regiuni aride. Astfel se pot aminti „Biscutella elbensis”, „Biscutella laevigata”, „Selaginella lepidophylla, ”„Anastatica hierochuntica” (trandafiri de Ieriho)

### Fauna
Fauna este reprezentată prin 23 specii de mamifere, 41 specii de păsări și 22 specii de reptile și numai o specie de amfibii.
Dintre mamifere se pot aminti gazelele, antilopele și măgarul sălbatic.
Păsările provin din regiunile tropicale vecine, aici fiind prezent struțul african (Struthio camelus), vulturi pleșuvi  (Aegypius tracheliotus), vulturi bărboși (Gypaetus barbatus), 
„Neophron percnopterus” ca  și  acvile „Aquila fasciata”.

## Galerie

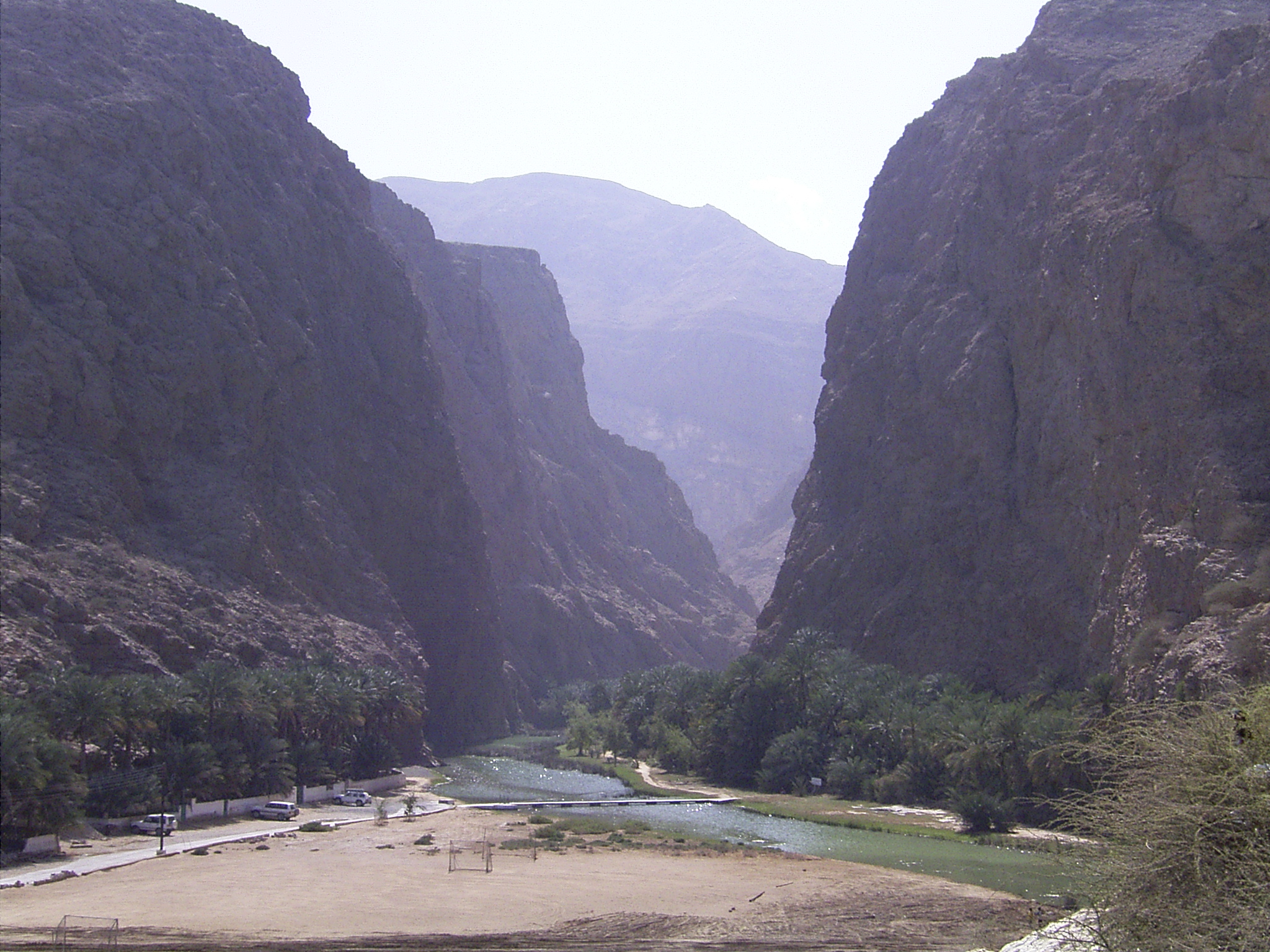
Wadi în Oman
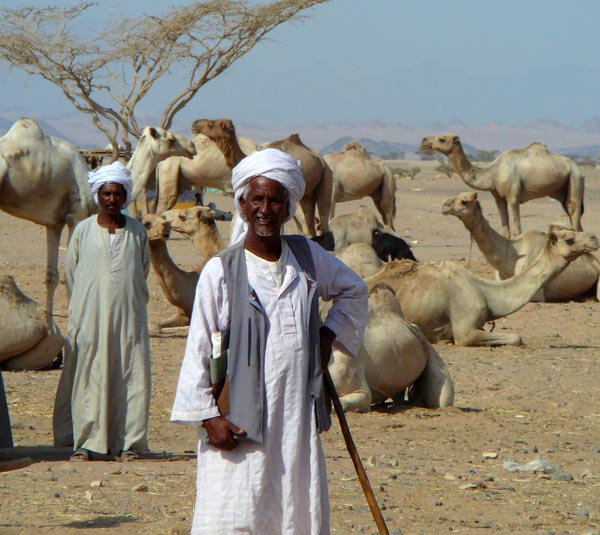
Beduini Bedgia
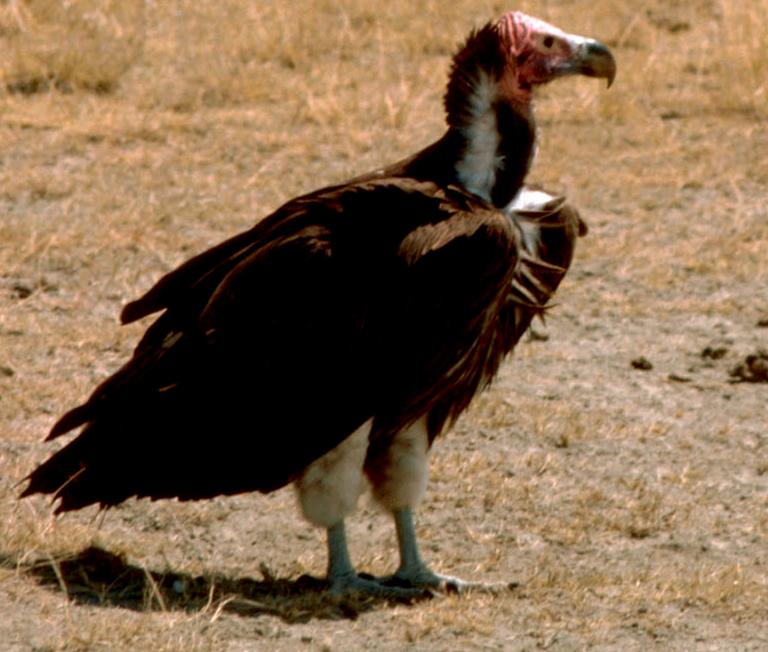
Vultur pleșuv (Aegypius tracheliotus)
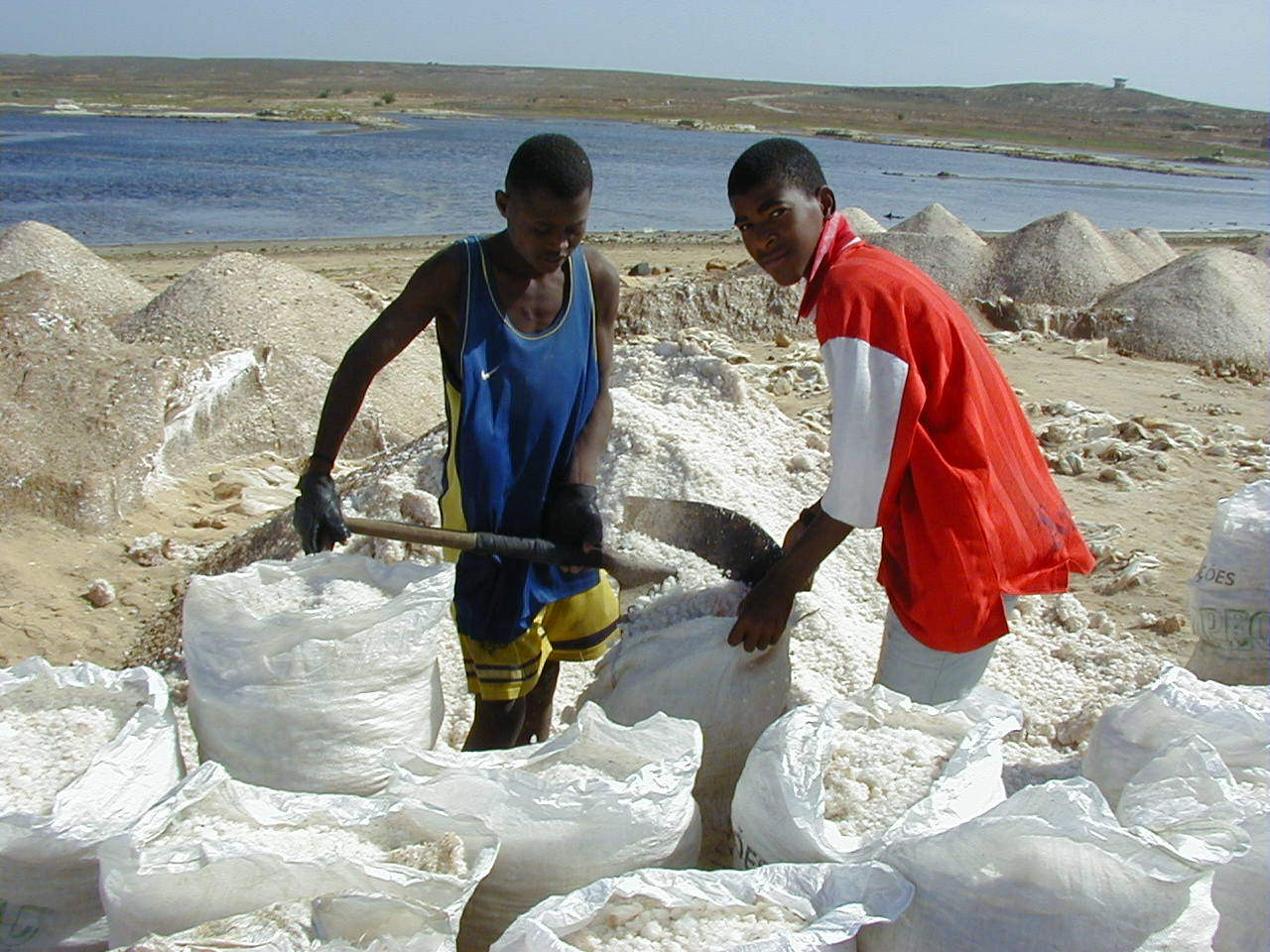
Sare obținută prin evaporarea apei